# 遠藤史
遠藤 史（えんどう ふびと、1960年 - ）は、日本の言語学者。和歌山大学経済学部教授。元経済学部長。専門は言語学。作曲家・ピアニストとしても活動。

## 人物
1960年長野県生まれ。北海道大学大学院修了。北ユーラシア地域諸言語の記述的研究や、言語とエスニシティの相関の研究をしている。

## 著書

### 単著
言語学
- 『ユカギール語文法概説』（北海道大学文学部言語学研究室、1993年）
- 『コリマ・ユカギール語の輪郭』（三恵社、2005年）

作曲
- 『遠い丘の歌』（福田楽譜、2018年）
- 『２４の前奏曲あるいはオリジナル・サウンドトラック』（福田楽譜、2020年）